# Imperio búlgaro

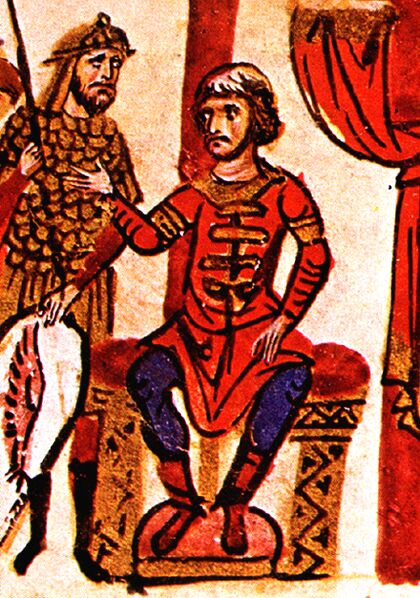
El kan Omurtag (814-831)

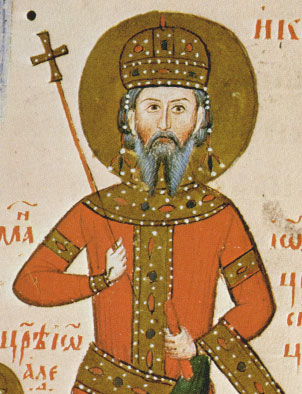
Emperador Iván Alejandro (1331-1371)

El Imperio búlgaro (búlgaro: Българско царство, Balgarsko tsarstvo), es un término utilizado para describir dos períodos en la historia medieval de Bulgaria en los que los búlgaros actuaron como un factor clave en el poder regional en Europa en general y en el sureste en particular, siendo a menudo rivales del Imperio bizantino. Los dos "imperios búlgaros" no son tratados como entidades separadas, sino como un estado restaurado y unificado después de un período de control bizantino.

## Primer Imperio búlgaro

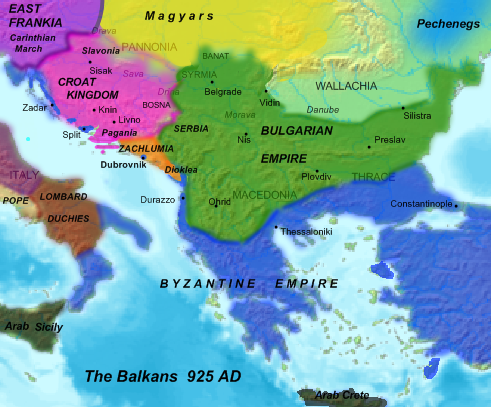
Mapa de los balcanes en 925

El Primer Imperio búlgaro se estableció como resultado de una expansión de la Vieja Gran Bulgaria al territorio al sur del río Danubio, duró entre los años 681 y 1018, año en que fue sojuzgado por el Imperio bizantino. Gradualmente llegó a su apogeo cultural y territorial en el siglo IX y principios del siglo X bajo el gobierno de Boris y Simeón I el Grande, cuando se convirtió en el centro cultural y literario de la Europa eslava, así como uno de los estados más grandes de Europa.

## Segundo Imperio búlgaro
El Estado búlgaro medieval fue restaurado como el Segundo Imperio búlgaro después de un exitoso levantamiento de dos nobles de Tarnovo, Asen y Peter, en 1185, y existió hasta que fue conquistado durante la invasión otomana de los Balcanes a fines del siglo XIV, con la fecha probable de su subyugación el año 1396. (El último territorio búlgaro en caer bajo la dominación otomana fue Sozopol, en 1453). Bajo Ivan Asen II, monarca considerado en su momento como el restaurador del patriarcado búlgaro, durante la primera mitad del siglo XIII se recuperó gradualmente gran parte de su antiguo poder, aunque esto no perduró por mucho tiempo debido a los problemas internos e invasiones extranjeras. 
En 1878 la independencia del país fue finalmente restaurada como estado autónomo. La independencia de Bulgaria fue reconocida por los otomanos en el año 1908.

## Mapas

El Primer Imperio búlgaro durante el reinado del zar Simeón[1]
Mapa de Bulgaria durante el reinado de Samuel
El Imperio búlgaro durante el reinado de Iván Asen II
El Segundo Imperio búlgaro en 1340